# Groot Geleed

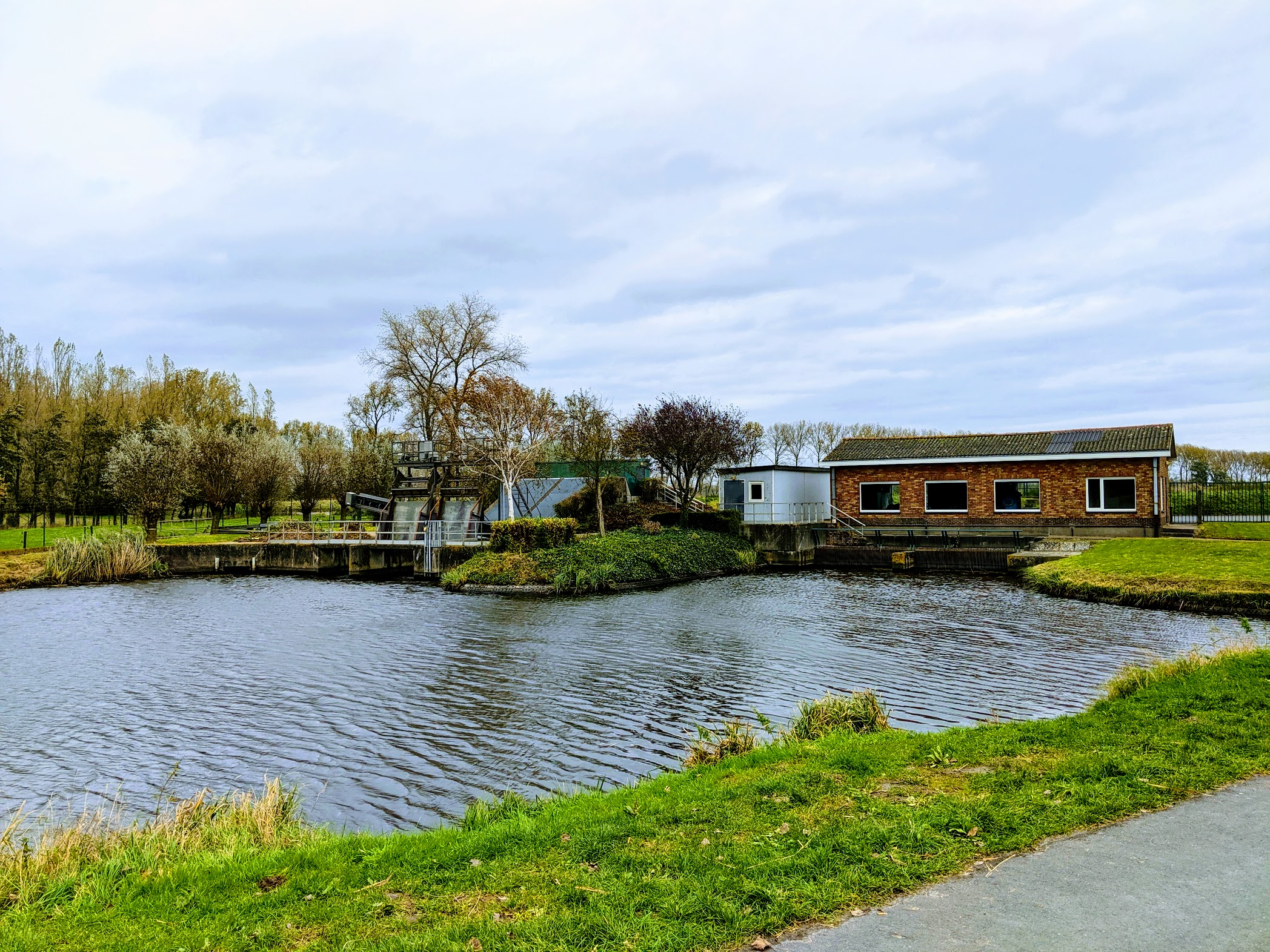
Pompgemaal 't Pomptje op het Groot Geleed te Gistel

Het Groot Geleed is een kreek in West-Vlaanderen, België. Het is gedeeltelijk een restant van de Testerepvliet, waarvan de uiteindelijke loop bepaald werd door inpoldering tijdens de middeleeuwen. Het Groot Geleed speelt een vitale rol bij het vrijwaren van het dorp Moere en de omliggende Moere-Blote- en Moere-Nieuwlandpolders van wateroverlast. In de volksmond wordt de kreek ‘het Leitje’ genoemd.

## Geschiedenis
Tijdens de twee laatste Duinkerketransgressies, die zich van de 2e tot de 12e eeuw voor deden, doorbrak de zee regelmatig de zwakke duinengordel die zich ter hoogte van de huidige Vlaamse kust bevond. Tussen de 2e en de 8e eeuw had de zee zelfs vrij spel van Diksmuide tot Brugge, en passeerde de kustlijn ten zuiden van wat nu Gistel is. Enkel hoger gelegen gebieden bleven van het water gevrijwaard. Zo lag voor de kust van het huidige Oostende het eiland Testerep, dat tijdens vloed door de brede Testerepvliet van het vasteland gescheiden werd.
Tijdens de middeleeuwen probeerde de mens, met wisselend succes, de duinengordel te herstellen en de zee terug te dringen. Wanneer vanaf de 12e eeuw binnenlandse abdijen, geïnteresseerd in het ontginnen van het vruchtbare zeekleilandschap, de inpoldering beginnen te organiseren, krijgt de kustlijn zijn definitieve vorm. Achter de kustlijn ontstaat een netwerk van kreken en schorren, die via de Testerepvliet en de Waerevaart in verbinding met de zee staan.
Tijdens deze periode begint de Testerepvliet door getijdenwerking en inpoldering steeds meer te verzanden. Wanneer het noordelijke stuk van het eiland in de 14e eeuw door stormvloed wordt weggevaagd, blijft enkel nog het westelijke stuk van de loop over, gereduceerd tot een kreek van amper 50m breed. Op de Ferrariskaarten van 1777 werd deze aangeduid als ‘Het Groot Geleed’, alhoewel ook lokale namen zoals Graningate Vliet, Sluisvaart of Albertusgeleed gebruikt werden.
De drooglegging van de kwelders rondom Oostende zorgt er voor dat steeds meer kreken droog komen te staan en als landbouwgrond gebruikt kunnen worden. De naam ‘Nieuwland’ komt hier dan ook niet zozeer van de winning van land op de zee dan wel op de kreken, die vaak honderden meters breed konden zijn. De drooglegging zorgt er ook voor dat enkel de diepste kreken nog water bevatten. Zo ‘droogt’ het netwerk van kreken op tot een waterloop die zich van Middelkerke over Leffinge rond het westen en zuiden van Gistel slingert en de naam van zijn oorspronkelijke loop, het Groot Geleed, overneemt.

## Vandaag
Het Groot Geleed speelt een belangrijke rol in de waterhuishouding van de gebieden ten zuiden en westen van Gistel, en beschermt het polderdorp Moere en de omliggende Moere-Blote- en Moere-Nieuwlandpolders, die 2,5m onder de zeespiegel liggen, van wateroverlast. Door de indamming van het Albertusgeleed in Middelkerke staat de kreek niet meer rechtstreeks in verbinding met de zee, maar watert vanaf de grens met Leffinge af naar het zuidelijke punt van de Nieuwlandpolder te Gistel. Daar werd in 1963 een pompgemaal geïnstalleerd dat overtollig water in de hoger gelegen Moerdijkvaart kan pompen, alwaar het via de Waerevaart in het kanaal Plassendale-Nieuwpoort terechtkomt. Hier kruist het water ironisch genoeg zijn eigen bovenloop: ter hoogte van Leffinge duikt het Groot Geleed via diverse sifons onder het kanaal.
In de jaren ’90 werd op het Groot Geleed een betrouwbaarder vijzelgemaal en vuilscheider geïnstalleerd. Het oude pompgemaal, in de volksmond ‘het Pomptje’ genaamd, en zijn turbinepompen blijven echter in dienst voor noodgevallen.
Het uitzicht van het Groot Geleed varieert sterk langsheen zijn loop. Rond Leffinge zijn stukken rechtgetrokken en gekanaliseerd. Ter hoogte van de Abdij Ten Putte in Gistel is het Groot Geleed niet meer dan een kleine beek, dat in de Moere-Blote- en Moere-Nieuwlandpolders aanzwelt tot een brede stroom. Vaak is de loop omzoomd door rietkragen, typerend voor doorbraakkreken. Hier en daar zijn kolken te vinden. De kreek is populair bij vissers, zeker in de verlaten Nieuwlandpolder. Ook bij de lokale fauna kan het Groot Geleed op interesse rekenen.

## Trivia
Geleed is een West-Vlaams dialect woord voor beek of gracht.